# Leubsdorf (Porýní-Falc)
Leubsdorf je obec v německé spolkové zemi Porýní-Falc, v zemském okrese Neuwied. V 2014 zde žilo 1 583 obyvatel.

## Poloha
Obec leží na pravém břehu řeky Rýn. Sousední obce jsou: Bad Breisig, Bad Hönningen, Dattenberg, Hausen a Sinzig.